# Danny Julian Boggs

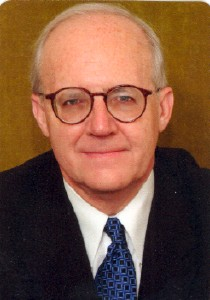
Danny J. Boggs, Sędzia Sądu Apelacyjnego Stanów Zjednoczonych dla Szóstego Okręgu

Danny Julián Boggs (ur. 23 października 1944) – amerykański prawniki i starszy sędzia okręgowy Sądu Apelacyjnego Stanów Zjednoczonych dla Szóstego Okręgu. Został powołany do sądu w 1986 r. i pełnił funkcję przewodniczącego sądu od września 2003 r. do sierpnia 2009 r. Boggs był na skróconej liście kandydatów prezydenta George'a W. Busha do Sądu Najwyższego Stanów Zjednoczonych.

## Wczesne lata i wykształcenie
Urodzony w Hawanie na Kubie i wychowany w Bowling Green, Kentucky, Boggs uczęszczał do liceum College High School w Bowling Green, gdzie był członkiem klubu debatującego, który wygrał w 1959 roku mistrzostwa stanu Kentucky w debacie. Uzyskał z wyróżnieniem stopień Artium Baccalaureus na Uniwersytecie Harvarda w 1965 r. i ukończył studia na Wydziale Prawa Uniwersytetu Chicago w 1968 r., uzyskując tytuł doktora nauk prawnych i nominację do Order of the Coif. Na Uniwersytecie Chicago wygrał konkurs Hinton Moot Court Competition i był redaktorem prawniczego pisma akademickiego University of Chicago Law Review.

## Kariera zawodowa
Boggs rozpoczął karierę zawodową od 1968 do 1969 na stanowisku akademickim jako stypendysta Bigelow Fellow i wykładowca wydziału prawa Uniwersytetu Chicago. Później pełnił różne funkcje w rządzie stanu Kentucky: najpierw jako zastępca komisarza Departamentu Bezpieczeństwa Gospodarczego Kentucky we Frankfort, Kentucky od 1969 do 1970 roku, a następnie jako radca prawny i asystent administracyjny gubernatora Louie Nunn z Kentucky od 1970 do 1971 r., jako radca prawny i asystent lidera opozycji w Stanowej Izbie Reprezentantów w Kentucky w 1972 r., jako pełnomocnik republikańskiej kampanii wyborczej w Kentucky w 1972 r., oraz zastępca dyrektora kampanii wyborczej Nunn for Governor w Louisville w 1979 r.
Kiedy Boggs nie służył w rządzie stanowym lub federalnym, pracował on w kancelariach prawnych we Frankfurcie w stanie Kentucky, w Bowling Green w stanie Kentucky, oraz w latach 1979–1981 w Waszyngtonie.
Boggs rozpoczął karierę w rządzie federalnym jako prawnik w Ministerstwie Handlu Stanów Zjednoczonych w 1973 roku. Od 1973 do 1975 roku, wraz z przyszłym sędzią naczelnym Sądu Apelacyjnego Stanów Zjednoczonych dla Siódmego Okręgu, Frankiem Easterbrookiem, i przyszłym Ministrem Pracy w administracji Clintona Robertem Reichem, był on asystentem prokuratora generalnego Stanów Zjednoczonych w Ministerstwie Sprawiedliwości Stanów Zjednoczonych, którym wówczas był Robert Bork Za Ronalda Reagana Boggs służył jako specjalny asystent Prezydenta w Biurze Wykonawczym Prezydenta od 1981 do 1983 roku.
Przed powołaniem na sędziego, Boggs zajmował z wyróżnieniem wysokie stanowiska w sektorze energetycznym: najpierw jako asystent przewodniczącego Federalnej Komisji Energetycznej w latach 1975-1977, a następnie jako zastępca radcy mniejszości w Komisji Senackiej ds. Energii i Zasobów Naturalnych Stanów Zjednoczonych. (1977-1979). Po mianowaniu na specjalnego asystenta prezydenta w Biurze Wykonawczym Prezydenta, Boggs służył w administracji Reagana jako zastępca Ministra Energii Stanów Zjednoczonych od 1983 do 1986 roku. Otrzymał on Złoty Medal Departamentu ds. Energii.

## Nominacja i kariera sędziowska
W dniu 29 stycznia 1986 roku Boggs został nominowany przez prezydenta Ronalda Reagana do Sądu Apelacyjnego Stanów Zjednoczonych dla Szóstego Okręgu, aby zająć nowe miejsce autoryzowane przez statut 98 Stat. 333. [1] Został zatwierdzony przez Senat Stanów Zjednoczonych 3 marca 1986 r., a powołanie na stanowisko otrzymał 25 marca 1986 r. W latach 2003–2009 Boggs pełnił funkcję sędziego głównego dla Szóstego Okręgu. W trakcie swojej kariery sędziowskiej był on sekretarzem, wiceprzewodniczącym i przewodniczącym Konferencji Sędziów Apelacyjnych Amerykańskiego Stowarzyszenia Adwokatów w latach 2001–2002 oraz członkiem Konferencji Sądownictwa Stanów Zjednoczonych w latach 2003–2009. Boggs był na skróconej liście kandydatów prezydenta George'a W. Busha do Sądu Najwyższego Stanów Zjednoczonych. Status starszego sędziego przyjął 28 lutego 2017 r.
W 2006 roku senator Mitch McConnell (R-KY) złożył w Senacie hołd Boggsowi z okazji jego 20. rocznicy służby sądowniczej, nazywając sędziego Boggsa „Kentuckianinem, który jest jednym z najwybitniejszych prawników swojego pokolenia”, „prawdziwym człowiekiem renesansu” z „płodnym umysłem erudyty w wielu dziedzinach”, „biegłym w historii, geografii, literaturze, matematyce i naukach politycznych”, który „nie tylko… chętnie przyswaja wiedzę, ale też lubi się nią dzielić z innymi.” McConnell zauważył również, że „sędzia Boggs uwielbia zatrudniać urzędników o wszelkich poglądach politycznych, o ile mają oni bystry umysł i są zawsze gotowi do debaty. Oczywiście ci biedni urzędnicy wiedzą, że sędzia Boggs prawie zawsze wygrywa.” Z okazji 30. rocznicy służby sądowniczej sędziego Boggsa, przewodniczący sądu najwyższego John Roberts napisał w liście gratulacyjnym: „Naród skorzystał niezmiernie z twojego intelektu i opinii. W sądownictwie podziwiamy Twoje oddanie sprawiedliwości. Cieszy nas precyzja Twojego pisania. Jesteśmy na zawsze wdzięczni, że nasze zatrudnienie nie zależy od naszych odpowiedzi na quizy, które dajesz swoim przyszłym urzędnikom prawniczym.”

## Znaczące opinie sądowe

### Grutter v. Bollinger
288 F.3d 732 (6 Cir. 2002), aff'd, 539 U.S. 306 (2003). University of Michigan Law School odwołała się od decyzji sądu okręgowego, zgodnie z którą uwzględnienie rasy i pochodzenia etnicznego przez szkołę prawniczą w decyzjach o przyjęciu na studia naruszyło klauzulę równej ochrony zawartą w czternastej poprawce konstytucyjnej i tytułu VI ustawy o prawach obywatelskich. Podzielony Szósty Obwód, siedzący en banc, zniósł wyrok sądu okręgowego głosując pięć do czterech w opinii napisanej przez sędziego głównego Boyce'a F.Martina Jr., w której stwierdzono, że polityka przyjęć na wydział prawa była ściśle dostosowana do jej interesu, jakim jest osiągnięcie różnorodnej grupy studentów, i że w związku z tym taka polityka była zgodna z prawem. Sędzia Boggs wyraził sprzeciw, stwierdzając, że dyskryminacja rasowa stosowana w polityce przyjęć na studia prawnicze nie przejdzie nawet najlżejszej analizy, że wysiłki Szkoły Prawniczej zmierzające do osiągnięcia „masy krytycznej” są funkcjonalnie nie do odróżnienia od niekonstytucyjnych celów liczbowych dla mniejszości rasowych, oraz że analiza opinii większości opierająca się na sprawie o nieprzyzwoitości Marks v. Stany Zjednoczone, 430 US 188 (1977), była błędna. Co do meritum sprawy, sędzia Boggs ujawnił w swoim sprzeciwie skalę preferencji rasowych przyznanych podczas przyjęć na University of Michigan Law School, analizując dane z akt dotyczących przyjęć. Sędzia Boggs doszedł do wniosku, że tworzenie zróżnicowanego środowiska edukacyjnego nie jest istotnym interesem państwa, ponieważ natura i korzyści płynące z różnorodności empirycznej, do której jakowo dążyła szkoła prawnicza, były koncepcyjnie oddzielone od różnorodności rasowej i etnicznej, do której dążyła ona przede wszystkim, i ponieważ jej koncepcja różnorodności nie pozwalała na żadne logiczne ograniczenia i groziła usprawiedliwieniem jeszcze bardziej konstytucyjnie niedopuszczalnych wyników. Sędzia Boggs włączył również do swojego sprzeciwu Załącznik Proceduralny, szczegółowo opisujący przebieg postępowania w Szóstym Okręgu oraz manipulacje proceduralne dokonane przez ówczesnego sędziego naczelnego Boyce'a F.Martina Jr., który naruszył zasady proceduralne Szóstego Obwodu, przypisując się do tego i innych paneli, i wstrzymując składanie petycji w pełnym składzie na pięć miesięcy, aż do czasu, gdy sąd uzyskał większość aktywnych sędziów mianowanych przez Demokratów, tak aby zapewnić wynik sprawy oparty na ideologii. Sąd Najwyższy potwierdził w decyzji podzielonej pięć do czterech z trzema odrębnymi częściowo zgodnymi opiniami i dwoma sprzeciwami. Grutter v. Bollinger, 539 U.S. 306 (2003). Pisząc dla większości, sędzia sądu najwyższego O'Connor utrzymywała, że Wydział Prawa Michigan ma nieodparty interes w zdobywaniu zróżnicowanej grupy studentów, i że jego program przyjęć był ściśle dostosowany do służenia jego interesowi w uzyskaniu korzyści edukacyjnych, które płyną z różnorodnego grona studentów, i tym samym nie naruszył konstytucyjnej klauzuli równej ochrony. Sędziowie sądu najwyższego Thomas i Scalia po części zgodzili się z tym, a po części wyrazili sprzeciw. Sędzia Thomas wnioskował, że stan Michigan nie miał istotnego interesu w utrzymaniu publicznej szkoły prawa, a już na pewno nie elitarnej szkoły prawniczej, oraz że marginalne ulepszenia w edukacji prawniczej nie kwalifikują się jako nadrzędny interes państwa. Główny sędzia Rehnquist, w swoim sprzeciwie, zgodził się z argumentem sędziego Boggsa, że program Szkoły Prawa ma niewielki lub żaden związek z deklarowanym celem osiągnięcia „masy krytycznej”. Analizując dane dotyczące przyjęć, zauważył on, że Szkoła Prawa zapewniała preferencyjne traktowanie kandydatów Afroamerykańskich, ale nie kandydatów pochodzenia latynoskiego lub Indian Amerykańskich, nie próbując osiągnąć żadnej „masy krytycznej” dla tych kandydatów z mniejszości rasowych i nie spełniając rygorystycznej analizy. Sprzeciw sędziego Kennedy'ego przedstawił własną analizę danych dotyczących przyjęć, aby udowodnić podobne argumenty, że program przyjęć na Wydział Prawa Michigan był równoznaczny z niekonstytucyjnym limitem liczbowym kandydatów Afroamerykańskich i że nie został on poddany ścisłej kontroli.

### Coalition to Defend Affirmative Action, Integration & Immigration Rights v. Regents of the University of Michigan
701 F.3d 466 (6th Cir. 2012). Szósty Obwód uznał en banc, że pomyślna inicjowana przez wyborców poprawka do konstytucji stanu Michigan, która zabrania, w odpowiedniej części, publicznym uczelniom i uniwersytetom stanu Michigan stosowania akcji afirmatywnej przy rekrutacji, naruszyła konstytucyjną klauzulę równej ochrony. Poprawka przewidywała, że stan Michigan i jego system szkół publicznych „nie będą dyskryminować ani nie przyznawać preferencyjnego traktowania żadnej osobie lub grupie na podstawie rasy, płci, koloru skóry, pochodzenia etnicznego lub narodowości w zakresie zatrudnienia publicznego, edukacji publicznej lub zamówień publicznych”. 701 F.3d 466, 471 (6th Cir. 2012). Sędzia Boggs wyraził sprzeciw, stwierdzając, że opinia większości opierała się na skrajnym rozszerzeniu istniejącego precedensu, aby doprowadzić do tego, że zasadniczo chwalebna inicjatywa mieszkańców stanu Michigan została teraz uznana za niekonstytucyjną. Opinia większości, jak twierdził sędzia Boggs, doprowadziła do zakazu dla stanu Michigan dokonywania jakichkolwiek zmian w polityce edukacyjnej lub polityce zatrudnienia odnoszącej się do akcji afirmatywnej, a takie zmiany mogą teraz być dokonywane jedynie przez władze oświatowe poszczególnych regionów i lokalnych instytucji edukacyjnych. Ponieważ takie władze są w różny sposób wybierane lub powoływane na kilkuletnie kadencje, kandydat, który próbuje zakwestionować przyjęcie dyskryminacji rasowej lub politykę zatrudnienia, musiałby uczestniczyć w wielu indywidualnych kampaniach politycznych i wyborczych w całym stanie Michigan. Aby utrwalić tę kwestię, sędzia Boggs podał przykład kandydata mieszanej rasy, którego pochodzenie etniczne pozwoliłoby na różne kategoryzacje rasowe przez administratorów szkół, co skutkowałoby dyskryminacją pozytywną lub negatywną takiego kandydata, na co zezwala istniejący precedens: pół Chińczyk, ćwierć wschodnioeuropejski Żyd, w jednej ósmej Latynos (Kubańczyk), w jednej ósmej północny Europejczyk, głównie Szkot i Irlandczyk. Sprzeciwiając się opinii większości, sędzia Boggs argumentował dalej, że odmowa przyjęcia przez państwo ujednoliconej polityki zakazującej dyskryminacji rasowej wymagałaby, aby taki kandydat indywidualnie kwestionował politykę szkoły. Sąd Najwyższy uchylił opinię całego Szóstego Okręgu, uznając, że żaden organ w Konstytucji Stanów Zjednoczonych nie pozwoliłby sądownictwu na uchylenie poprawki do Konstytucji Michigan, która zakazuje działań afirmatywnych w zakresie edukacji publicznej, zatrudnienia i zawierania umów. Schuette v. Coalition to Defend Affirmative Action, Integration & Immigrant Rights & Fight for Equality By Any Means Necessary (BAMN), 572 U.S. 291 (2014). Sąd Najwyższy szczegółowo wyjaśnił, że rozszerzenie istniejącego precedensu przez Szósty Okręg było wadliwe i doprowadziło do błędnego wyroku. Opinia zgodna sędziego Scalii dobitnie podsumowała wynik uzyskany w Szóstym Obwodzie: „Doszło do tego. Wezwani do zbadania prawoznawczej strefy mroku między dwiema błędnymi liniami precedensu, stajemy przed przerażająco dziwnym pytaniem: Czy Klauzula Równej Ochrony Czternastej Poprawki zakazuje tego, czego jej tekst wyraźnie tego wymaga?” 572 U.S. 291, 316 (2014).

### Monasky v. Taglieri
876 F.3d 868 (6th Cir. 2017). W tej rzadkiej sprawie dotyczącej petycji o powrót dziecka na podstawie Konwencji Haskiej dotyczącej cywilnych aspektów uprowadzenia dziecka za granicę i jej statutu wykonawczego i ustawy o międzynarodowych środkach naprawczych uprowadzenia dziecka (ICARA), sędzia Boggs, pisząc dla panelu, stwierdził, że ponieważ dziecko przebywało wyłącznie w jednym kraju, kraj ten jest jego „zwykłym miejscem zamieszkania” na mocy Konwencji Haskiej i ICARA oraz że ojciec spełniał ważne prawo do opieki nad swoim dzieckiem na mocy prawa włoskiego, kiedy matka zabrała dziecko do Stanów Zjednoczonych. Matka nie wykazała poważnego ryzyka wyrządzenia dziecku krzywdy w przypadku powrotu dziecka do Włoch, a tym samym nie spełniła wyjątku od wymogu wynikającego zarówno z Konwencji Haskiej, jak i ICARA, zgodnie z którym dziecko bezprawnie uprowadzone ze zwykłego miejsca pobytu zostać ma bezzwłocznie zwrócone. Po przesłuchaniu en banc Sąd Apelacyjny potwierdził wyrok niższego sądu, a sędzia Boggs napisał opinię zgodną z uzasadnieniem jego opinii większości składającej się z trzech sędziów. 907 F.3d 404. Certiorari zostało przyznane, a Sąd Najwyższy jednogłośnie potwierdził, cytując en banc opinię zgodną sędziego Boggsa („oprócz niezwykłych okoliczności, jeśli dziecko mieszkało wyłącznie w jednym kraju, zwłaszcza z obojgiem rodziców, ten kraj to miejsce zwykłego pobytu dziecka”). Sąd Najwyższy orzekł, że faktyczne porozumienie między rodzicami co do tego, gdzie wychowywać dziecko, nie jest konieczne do ustalenia zwykłego pobytu dziecka, a sądy powinny stosować pełną szacunku kontrolę oczywistego błędu w celu ustalenia miejsca zwykłego pobytu na podstawie Konwencji Haskiej. Sędzia Ginsburg napisała opinię większości, podczas gdy sędziowie Thomas i Alito częściowo zgodzili się i zgodzili się w wyroku. Monasky v. Taglieri, 140 S. Ct. 719 (2020).

### International Outdoor, Inc. v. City of Troy, Michigan
974 F.3d 690 (6th Cir. 2020). W sprawie dotyczącej zgodności z konstytucją Stanów Zjednoczonych lokalnego zarządzenia i wniesionej przez firmę zajmującą się billboardami, sędzia Boggs prześledził długą historię swojego orzecznictwa w sprawach związanych z pierwszą poprawką konstytucyjną zastosowaną do przepisów dotyczących oznakowania i reklamy. Pisząc w imieniu większości, wyjaśnił on, że zarządzenie miasta regulujące znaki i tablice reklamowe nałożyło ograniczenie merytoryczne, które podlega ścisłej kontroli na podstawie Pierwszej Poprawki. Nie zgadzając się z opiniami kilku innych obwodów, sędzia Boggs pisał, że zastosowany powinien zostać tu precedens Sądu Najwyższego w sprawie Reed v. Town of Gilbert, Ariz., 135 S. Ct. 2218 (2015), a nie Central Hudson Gas & Electric Corp. v. Public Service Commission, 447 US 557 (1980), co zostało potwierdzone w nowszym orzeczeniu Sądu Najwyższego w sprawie Barr v. American Association of Political Consultants, 140 S. Ct. 2335 (2020), wymagające stosowania ścisłej, a nie pośredniej kontroli w odniesieniu do ograniczeń treści dotyczących wypowiedzi handlowych. Sprzeciw mniejszości sądu nie odniósł się do standardu kontroli sądowej, ale zamiast tego doszedł do wniosku, że powodowie nie mieli statusu prawnego do wniesienia skargi na zarządzenie w pierwszej kolejności.

### Discovery Network, Inc. v. City of Cincinnati
946 F.2d 464 (6th Cir. 1991). W opinii dotyczącej Pierwszej Poprawki do Konstytucji Stanów Zjednoczonych, sędzia Boggs, pisząc dla panelu, stwierdził, że miasto nie może zakazać wszystkim publikacjom „komercyjnym” rozpowszechniania kopii za pośrednictwem publicznych skrzynek na gazety, jednocześnie zezwalając na to w przypadku „niekomercyjnych” konwencjonalnych gazet. Sąd Najwyższy zatwierdził. 507 U.S. 410 (1993).

### Tyler v. Hillsdale County Sheriff's Department
837 F.3d 678 (6 Cir. 2016). Potencjalny nabywca broni, który był przymusowo umieszczony w zakładzie psychiatrycznym przez mniej niż miesiąc 28 lat wcześniej, wniósł powództwo w celu uzyskania orzeczenia deklaratoryjnego, że ustawa federalna zakazująca osobom, które trafiły do szpitala psychiatrycznego, posiadania broni jest niezgodna z konstytucją w odniesieniu do niego. Sędzia Boggs uchylił odrzucenie skargi przez sąd rejonowy, uznając, że na pierwszy rzut oka zastosowanie miałaby raczej ścisła kontrola sądownicza, a nie kontrola pośrednia, że ustawa wspierała ważne interesy, ale potencjalny nabywca stwierdził, że ustawa naruszyła Drugą Poprawkę konstytucyjną jak zastosowaną do niego. 775 F.3d 308 (2014). Później sąd en banc również uchylił odwołanie sądu okręgowego, uznając, że powód przedstawił wiarygodne stwierdzenie, że jego trwałe rozbrojenie naruszyło jego prawa wynikające z Drugiej Poprawki, chociaż pełny sąd uczynił to, stosując pośrednią raczej niż ścisłą kontrolę. 837 F.3d 678 (6th Cir. 2016). Sędzia Boggs złożył częściowo zbieżną opinię, stwierdzając, że w ramach precedensu Szóstego Obwodu, który nie został wyraźnie odrzucony przez opinię większości, obowiązującym poziomem kontroli sądowniczej była ścisła kontrola, podobnie jak w przypadku innych podstawowych praw konstytucyjnych, a zgodnie z tym standardem kontroli opinia sądu okręgowego powinna zostać uchylona.

### Williams v. Toyota Motor Manufacturing, Kentucky, Inc.
224 F.3d 840 (6th Cir. 2000). Sędzia Boggs nie zgodził się z decyzją panelu, zgodnie z którą powódka była niepełnosprawna na mocy ustawy o niepełnosprawności, ponieważ nie mogła wykonywać szerokiej gamy zadań manualnych. Sąd Najwyższy uchylił decyzję panelu. https://scholar.google.com/scholar_case?case=3382304874478067867&q=534+U.S.+184+(2002)&hl=en&as_sdt=4,60,111,126 534 U.S. 184 (2002).]

### Bowles v. Russell
432 F.2d 668 (6th Cir. 2005). W opinii Szóstego Okręgu sporządzonej przez sędziego Boggsa stwierdzono, że sędzia rejonowy nie może przedłużyć terminu na wniesienie odwołania zgodnie z Federalną Regułą Procedury Apelacyjnej 4(a)(6), nawet jeśli sędzia omyłkowo poinformował adwokata, że ma on więcej czasu. Sąd Najwyższy potwierdził to orzeczenie. 551 U.S. 205 (2007).

## Konflikt obwodowy
Boggs wywołał kontrowersję w 2001 r., oskarżając ówczesnego przewodniczącego sądu Boyce'a F. Martina Jr. o naruszenie zasad proceduralnych Szóstego Obwodu poprzez przydzielanie się do paneli, zatajenie pełnej informacji sądowej o petycjach en banc oraz manipulowanie czasem wydawania nakazów. Manipulacje proceduralne wpłynęły na wynik dwóch głównych spraw: Grutter v. Bollinger, sprawa dyskryminacja rasowej przeciwko University of Michigan Law School, oraz In re Byrd, 269 F.3d 585 (6 Cir. 2001), sprawa dotycząca kary śmierci. W obu tych sprawach en banc sędzia Boggs wyraził sprzeciw, który zawierał szczegółowy opis nieprawidłowości proceduralnych. Judicial Watch, grupa konserwatywna, złożyła skargę o wykroczenie przeciwko sędziemu Boyce Martinowi w tej samej sprawie. Sędzia Boggs wycofał się z późniejszego dochodzenia panelowego, w którym stwierdzono naruszenie przepisów przez sędziego Martina, ale panel sądowy nie zalecił żadnych działań w świetle zmienionych przepisów dotyczących obwodów proceduralnych i reform wewnętrznych wprowadzonych w międzyczasie w sądzie.

## Styl sądowy i urzędnicy
Jedną z niezwykłych cech stylu zarządzania sędziego Boggsa jest quiz wiedzy ogólnej, który zadaje kandydatom do pracy u niego. Quiz mocno kładzie nacisk na historię, geografię, literaturę i klasykę. Sędzia Boggs powiedział, że wykorzystuje odpowiedzi, aby uzyskać wgląd w zainteresowania i osobowości potencjalnych urzędników. Trzech z jego byłych urzędników pojawiło się w teleturnieju ABC „Kto chce zostać milionerem” u szczytu popularności serialu w 2001 roku, a dwóch z nich wykorzystało go jako „telefon do przyjaciela”.
Pozostali urzędnicy sędziego Boggsa zostali później doradcą Białego Domu w administracji Trumpa (Pat Cipollone), Dyrektorem Wywiadu Narodowego w administracji Biden (Avril Haines) i przewodniczącym Federalnej Komisji Regulacji Energetyki w administracji Trumpa (James Danly).

## Inne zaangażowania
Boggs był członkiem komitetu wizytacyjnego na University of Chicago Law School w latach 1986–1989 i 1999–2002. Jest mecenasem Brandeis American Inn of Court i członkiem Stowarzyszenia Mont Pèlerin.

## Publikacje
- "Foreign Policy: A Redefinition in the Singular", The Harvard Conservative, Sept. 1964;
- "Analysis of 1964 Election", The Harvard Conservative, Jan. 1965;
- "Reagan Energy Policy", The New York Times, May 1, 1982;
- "The Energy Picture: A Mid-Term Assessment", San Angelo Standard Times, Oct. 1982;
- "When Governments Forecast", Futures, Oct. 1985;
- "A Judicial Perspective," Banbury Report 32;
- "Science and Technology Advice in the Judiciary," Chapter in Science and Technology Advice to the President, Congress, and Judiciary, (ed. by William T. Golden, Pergamon Press, 1988);
- "Comment on Donohue," 54 Law and Contemporary Problems 223 (1991);
- "Comment on the Paper by Professor O'Neill," 21 Capital U. L. Rev. 593 (1992);
- "A Differing View on Viewpoint Discrimination," 1993 U. Chicago Legal Forum 45;
- "The Right to a Fair Trial," 1998 U. Chicago Legal Forum;
- "Reining in Judges: The Case of Hate Speech," 52 SMU L. Rev. 271 (1999);
- "Unpublished Opinions and the Nature of Precedent," 4 Green Bag 17 (2000) (co-authored with Brian P. Brooks);
- "Obstacles and Opportunities in LNG Siting," 2 Envt'l & Energy L. & Pol'y J. 117 (2007)[8].